# Kirche Christ König (Wuppertal)

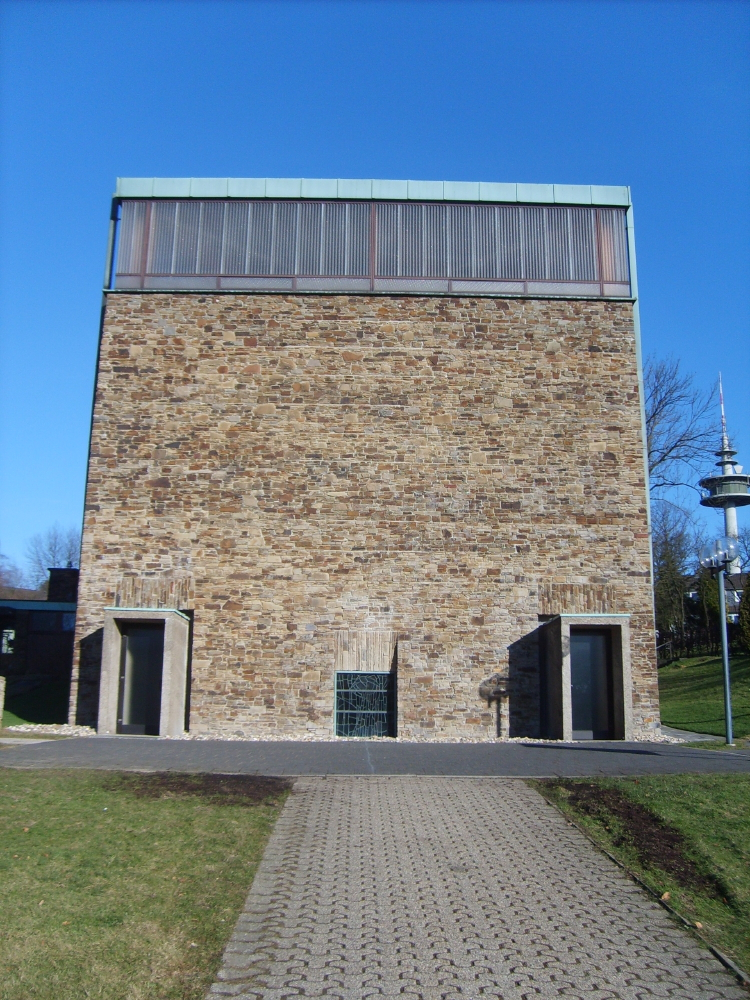
Westfassade

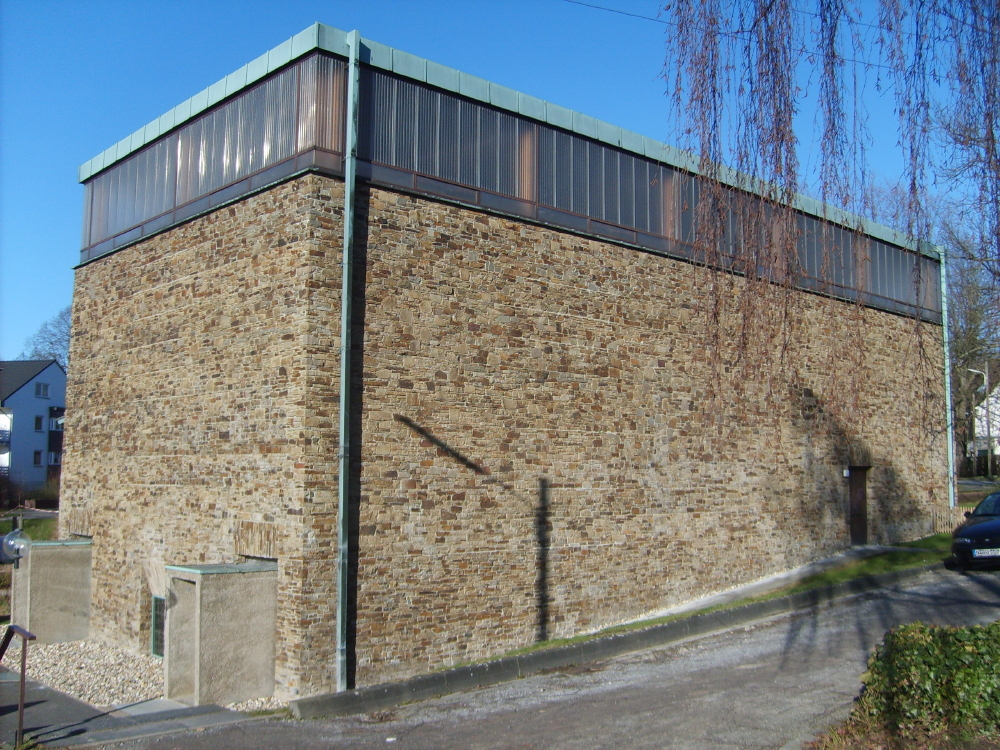
Ansicht von Südwesten

Christ König ist eine denkmalgeschützte katholische Kirche im Wuppertaler Stadtbezirk Uellendahl-Katernberg.

## Architektur und Ausstattung
Die Gemeinde der Herz-Jesu-Kirche in der Elberfelder Nordstadt gab den Bau in Auftrag, um der nach dem Zweiten Weltkrieg stark angewachsenen Bevölkerung auf den Wuppertaler Nordhöhen gerecht zu werden. Mit der Planung wurde der Architekt Joachim Schürmann beauftragt, der mit der Kirche seinen ersten Kirchenbau schuf. Der Bau wurde in den Jahren 1959/60 ausgeführt, ein Gemeindesaal und ein Pfarrhaus kamen später hinzu.
Die Kirche besteht aus einem äußerst schlichten Kubus auf dem Grundriss eines Rechtecks. Der Bau ist außen wie innen mit Bruchstein aus der Umgebung vermauert und flach gedeckt. Unter dem Dach erhellt ein Lichtgaden, der den Kubus vollständig als Band umschließt, den Raum und löst die kompakte Wandfläche auf. Der Bau ist vom Innenraum ausgehend geplant, das Äußere wird nur als Hülle für diesen meditativ-bergenden Innenraum verstanden. Schürmann verzichtete auf einen Turm ebenso wie auf die ornamentale Gestaltung einer Fassade. Die beiden symmetrisch an der Westseite angebrachten Eingangstüren erklären sich aus der mittig hinter dieser Wand befindlichen Taufkapelle.
Der Wuppertaler Künstler Krzysztof Juretko meißelte in einige der unverfugten Quader des Innenraums ab 2000 die Stationen eines Kreuzwegs.
Die gesamte Gebäudegruppe – Kirche, Gemeindesaal und Pfarrhaus – steht als „eindrucksvolles, unverändert erhaltenes Beispiel für den Sakralbau Ende der 1950er Jahre“ seit dem Jahr 2000 unter Denkmalschutz.